# 拘置所

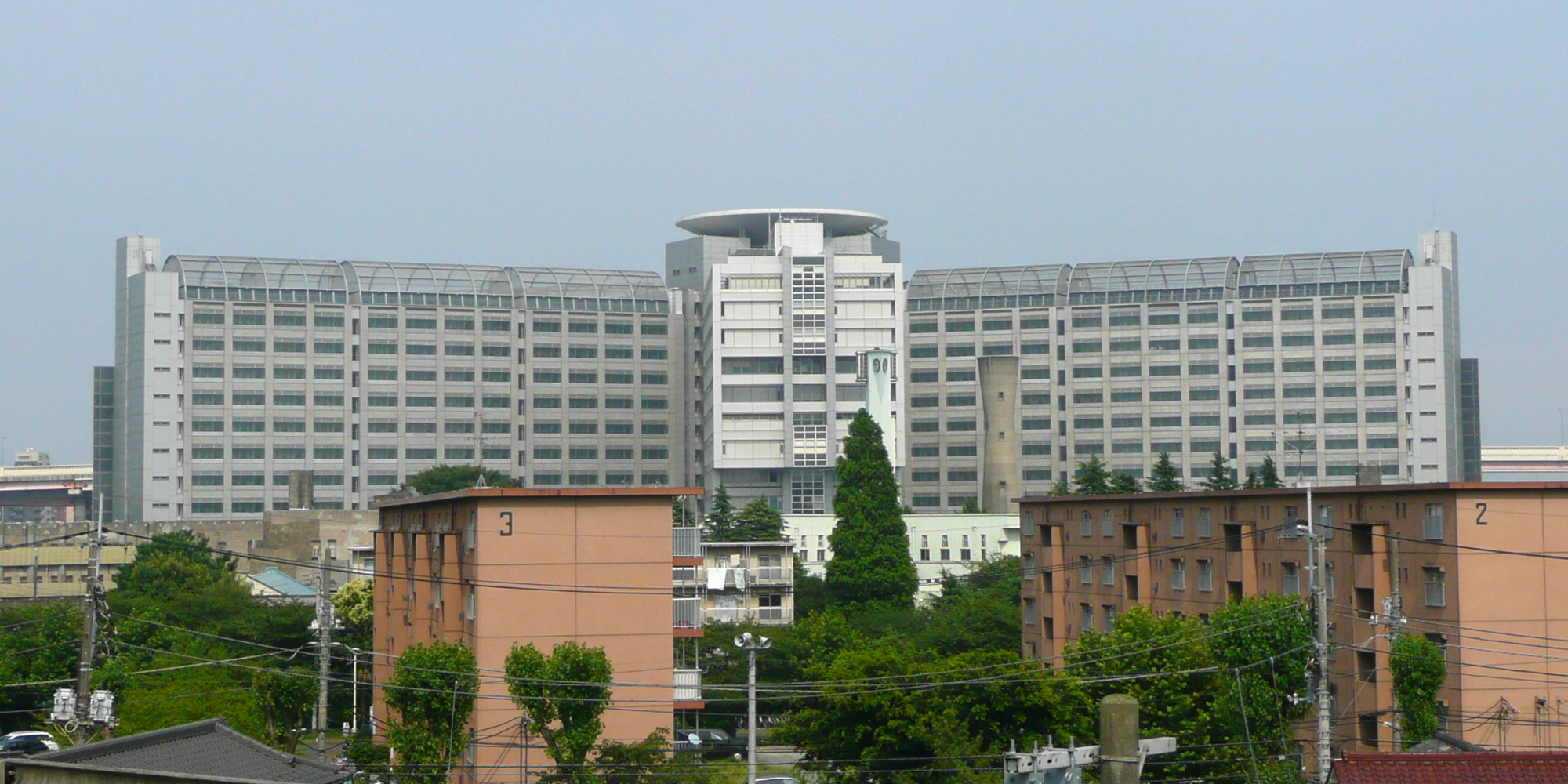
東京拘置所

拘置所（こうちしょ、英語: detention center, detention house）は、主として未決拘禁者（刑事被告人）・死刑確定者（死刑囚）を収容する法務省の施設等機関である。
また、拘置所内の経理作業等を刑務作業とする懲役囚および刑が確定した既決囚も収容されている。

## 解説

### 日本
日本以外の国では、被疑者は逮捕直後から拘置所に収容されることが多いが、日本では被疑者は逮捕後取調べが終わるまでは警察の留置場（代用刑事施設）に収容（留置・勾留）され、検察官の起訴を受け（被疑者から被告人に変わる）、裁判によって刑が確定するまでの間は拘置所に収容される（在宅起訴以外）のが一般的である。

### 被告人の勾留
（未決）勾留の執行として拘置所に収容される被告人は、既に刑が確定し、その執行として刑務所に収監された受刑者とは法的地位が異なる。
拘置所における未決囚（刑事被告人）においては一定の範囲で権利・自由に制限が課せられ、例えば衣類・飲食物・日用品の持ち込み、書籍等の閲覧、外部交通などが制限される場合がある。

勾留の目的である「逃走及び罪証隠滅の防止」および刑事施設の規律秩序を維持する観点等からである。

### 死刑確定者
また、死刑の宣告を受けた者が拘置所に収容されることについては、刑は確定しているが、未だ執行はされていないことによる。
法務省の矯正管区に対応して札幌、仙台（死刑執行施設は、それぞれ併設する札幌刑務所、宮城刑務所内にある。拘置は拘置所、執行は「刑」なので刑務所という原則に則る）の各拘置支所および東京、名古屋、大阪、広島、福岡の各拘置所には死刑執行施設（刑場）がある。
上記以外の（死刑執行施設のない）拘置施設に死刑確定者がいるときは、所属管区内のこれらの拘置所または拘置支所に（死刑執行までに）身柄を移送されることになる。
ただし、死刑執行施設のない高松矯正管区において（四国内の地裁・高松高裁で判決された死刑確定者）は、大阪拘置所に移送され、同所にて執行される。

### 拘置支所・拘置区
拘置所の他、各地に拘置支所が、刑務所などの刑事施設内に拘置区が設置されている（下記参照）。

## 拘置所・拘置支所の一覧
拘置所は、全国に8施設が設置されている。
また、拘置支所は、刑務所・少年刑務所・拘置所の支所として、全国に98施設（刑務所の下に86、少年刑務所の下に6、拘置所の下に6）が設置されている。

### 一覧
| 拘置所・拘置支所 | 所在地                             | 所轄所                                        | 矯正管区         |
| ---------------- | ---------------------------------- | --------------------------------------------- | ---------------- |
| 札幌拘置支所     | 北海道札幌市東区東苗穂2条1丁目5-1  | 札幌刑務所                                    | 札幌矯正管区内   |
| 室蘭拘置支所     | 北海道室蘭市日の出町1-18-22        | 札幌刑務所                                    | 札幌矯正管区内   |
| 名寄拘置支所     | 北海道名寄市西4条南9               | 旭川刑務所                                    | 札幌矯正管区内   |
| 弘前拘置支所     | 青森県弘前市下白銀町7              | 青森刑務所                                    | 仙台矯正管区内   |
| 八戸拘置支所     | 青森県八戸市吹上6-2-37             | 青森刑務所                                    | 仙台矯正管区内   |
| 仙台拘置支所     | 宮城県仙台市若林区古城2-2-1        | 宮城刑務所                                    | 仙台矯正管区内   |
| 石巻拘置支所     | 宮城県石巻市双葉町3-48             | 宮城刑務所                                    | 仙台矯正管区内   |
| 古川拘置支所     | 宮城県大崎市古川千手寺町2-2-2      | 宮城刑務所                                    | 仙台矯正管区内   |
| 横手拘置支所     | 秋田県横手市二葉町6-25             | 秋田刑務所                                    | 仙台矯正管区内   |
| 大館拘置支所     | 秋田県大館市字扇田道下39-3         | 秋田刑務所                                    | 仙台矯正管区内   |
| 米沢拘置支所     | 山形県米沢市中央6-1-40             | 山形刑務所                                    | 仙台矯正管区内   |
| 酒田拘置支所     | 山形県酒田市北新町2-3-32           | 山形刑務所                                    | 仙台矯正管区内   |
| 会津若松拘置支所 | 福島県会津若松市追手町6-28         | 福島刑務所                                    | 仙台矯正管区内   |
| 郡山拘置支所     | 福島県郡山市麓山1-2-3              | 福島刑務所                                    | 仙台矯正管区内   |
| いわき拘置支所   | 福島県いわき市平字八幡小路41       | 福島刑務所                                    | 仙台矯正管区内   |
| 白河拘置支所     | 福島県白河市郭内179                | 福島刑務所                                    | 仙台矯正管区内   |
| 一関拘置支所     | 岩手県一関市城内3-1                | 盛岡少年刑務所                                | 仙台矯正管区内   |
| 東京拘置所       | 東京都葛飾区小菅1-35-1             | －                                            | 東京矯正管区内   |
| 立川拘置所       | 東京都立川市泉町1156-11            | －                                            | 東京矯正管区内   |
| 水戸拘置支所     | 茨城県水戸市新原1-9-1              | 水戸刑務所                                    | 東京矯正管区内   |
| 土浦拘置支所     | 茨城県土浦市国分町5-1              | 水戸刑務所                                    | 東京矯正管区内   |
| 下妻拘置支所     | 茨城県下妻市下妻甲の6              | 水戸刑務所                                    | 東京矯正管区内   |
| 宇都宮拘置支所   | 栃木県宇都宮市小幡1-1-9            | 喜連川社会復帰促進センター                    | 東京矯正管区内   |
| 大田原拘置支所   | 栃木県大田原市美原1-17-37          | 喜連川社会復帰促進センター                    | 東京矯正管区内   |
| 高崎拘置支所     | 群馬県高崎市高松町26-5             | 前橋刑務所                                    | 東京矯正管区内   |
| 太田拘置支所     | 群馬県太田市飯田町625              | 前橋刑務所                                    | 東京矯正管区内   |
| 足利拘置支所     | 栃木県足利市助戸町3-511-1          | 前橋刑務所                                    | 東京矯正管区内   |
| 木更津拘置支所   | 千葉県木更津市新田2-5-1            | 千葉刑務所                                    | 東京矯正管区内   |
| 八日市場拘置支所 | 千葉県匝瑳市八日市場イ513          | 千葉刑務所                                    | 東京矯正管区内   |
| 松戸拘置支所     | 千葉県松戸市岩瀬440                | 東京拘置所(2013年5月15日までは千葉刑務所所管) | 東京矯正管区内   |
| 横浜拘置支所     | 神奈川県横浜市港南区港南4-2-2      | 横浜刑務所                                    | 東京矯正管区内   |
| 小田原拘置支所   | 神奈川県小田原市扇町1-8-113        | 横浜刑務所                                    | 東京矯正管区内   |
| 相模原拘置支所   | 神奈川県相模原市中央区富士見6-10-5 | 横浜刑務所                                    | 東京矯正管区内   |
| 長岡拘置支所     | 新潟県長岡市三和3-9-1              | 新潟刑務所                                    | 東京矯正管区内   |
| 上越拘置支所     | 新潟県上越市西城町2-9-20           | 新潟刑務所                                    | 東京矯正管区内   |
| 佐渡拘置支所     | 新潟県佐渡市中原341                | 新潟刑務所                                    | 東京矯正管区内   |
| 上田拘置支所     | 長野県上田市中央西2-3-15           | 長野刑務所                                    | 東京矯正管区内   |
| 浜松拘置支所     | 静岡県浜松市中央区鴨江3-33-1       | 静岡刑務所                                    | 東京矯正管区内   |
| 沼津拘置支所     | 静岡県沼津市御幸町22-1             | 静岡刑務所                                    | 東京矯正管区内   |
| 熊谷拘置支所     | 埼玉県熊谷市箱田1-16-1             | 川越少年刑務所                                | 東京矯正管区内   |
| さいたま拘置支所 | 埼玉県さいたま市浦和区高砂3-16-58  | 川越少年刑務所                                | 東京矯正管区内   |
| 飯田拘置支所     | 長野県飯田市大久保町2637           | 松本少年刑務所                                | 東京矯正管区内   |
| 上諏訪拘置支所   | 長野県諏訪市湖岸通り5-17-14        | 松本少年刑務所                                | 東京矯正管区内   |
| 名古屋拘置所     | 愛知県名古屋市東区白壁1-1          | －                                            | 名古屋矯正管区内 |
| 高岡拘置支所     | 富山県高岡市中川本町10-21          | 富山刑務所                                    | 名古屋矯正管区内 |
| 七尾拘置支所     | 石川県七尾市馬出町ハ部32           | 金沢刑務所                                    | 名古屋矯正管区内 |
| 岐阜拘置支所     | 岐阜県岐阜市鷺山1769               | 岐阜刑務所                                    | 名古屋矯正管区内 |
| 高山拘置支所     | 岐阜県高山市花岡町2-55-10          | 岐阜刑務所                                    | 名古屋矯正管区内 |
| 御嵩拘置支所     | 岐阜県可児郡御嵩町御嵩1190-1       | 岐阜刑務所                                    | 名古屋矯正管区内 |
| 岡崎拘置支所     | 愛知県岡崎市明大寺町字道場ヶ入34-1 | 名古屋刑務所                                  | 名古屋矯正管区内 |
| 四日市拘置支所   | 三重県四日市市阿倉川町2-5          | 三重刑務所                                    | 名古屋矯正管区内 |
| 伊勢拘置支所     | 三重県伊勢市岡本1-2-13             | 三重刑務所                                    | 名古屋矯正管区内 |
| 一宮拘置支所     | 愛知県一宮市大和町苅安賀1469       | 名古屋拘置所                                  | 名古屋矯正管区内 |
| 半田拘置支所     | 愛知県半田市住吉町5-1              | 名古屋拘置所                                  | 名古屋矯正管区内 |
| 京都拘置所       | 京都府京都市伏見区竹田向代町138    | －                                            | 大阪矯正管区内   |
| 大阪拘置所       | 大阪府大阪市都島区友渕町1-2-5      | －                                            | 大阪矯正管区内   |
| 神戸拘置所       | 兵庫県神戸市北区ひよどり北町2-1    | －                                            | 大阪矯正管区内   |
| 彦根拘置支所     | 滋賀県彦根市金亀町5-41             | 京都刑務所                                    | 大阪矯正管区内   |
| 舞鶴拘置支所     | 京都府舞鶴市円満寺126              | 京都刑務所                                    | 大阪矯正管区内   |
| 堺拘置支所       | 大阪府堺市堺区南瓦町2-60           | 大阪刑務所                                    | 大阪矯正管区内   |
| 岸和田拘置支所   | 大阪府岸和田市上野町東24-1         | 大阪刑務所                                    | 大阪矯正管区内   |
| 丸の内拘置支所   | 和歌山県和歌山市広瀬中ノ丁2-110    | 大阪刑務所                                    | 大阪矯正管区内   |
| 田辺拘置支所     | 和歌山県田辺市新屋敷町5            | 大阪刑務所                                    | 大阪矯正管区内   |
| 新宮拘置支所     | 和歌山県新宮市緑ヶ丘3-2-64         | 大阪刑務所                                    | 大阪矯正管区内   |
| 洲本拘置支所     | 兵庫県洲本市山手1-1-23             | 神戸刑務所                                    | 大阪矯正管区内   |
| 豊岡拘置支所     | 兵庫県豊岡市京町12-90              | 神戸刑務所                                    | 大阪矯正管区内   |
| 姫路拘置支所     | 兵庫県姫路市北条1-250              | 姫路少年刑務所                                | 大阪矯正管区内   |
| 奈良拘置支所     | 奈良県奈良市般若寺町18             | 京都拘置所                                    | 大阪矯正管区内   |
| 葛城拘置支所     | 奈良県大和高田市大中116            | 京都拘置所                                    | 大阪矯正管区内   |
| 尼崎拘置支所     | 兵庫県尼崎市崇徳院1-5              | 大阪拘置所                                    | 大阪矯正管区内   |
| 広島拘置所       | 広島県広島市中区上八丁堀2-6        | －                                            | 広島矯正管区内   |
| 米子拘置支所     | 鳥取県米子市上後藤6-15-1           | 松江刑務所                                    | 広島矯正管区内   |
| 津山拘置支所     | 岡山県津山市小田中61-1             | 岡山刑務所                                    | 広島矯正管区内   |
| 呉拘置支所       | 広島県呉市吉浦上城町6-1            | 広島刑務所                                    | 広島矯正管区内   |
| 福山拘置支所     | 広島県福山市沖野上町5-14-6         | 広島刑務所                                    | 広島矯正管区内   |
| 三次拘置支所     | 広島県三次市三次町1691             | 広島刑務所                                    | 広島矯正管区内   |
| 下関拘置支所     | 山口県下関市春日町7-29             | 山口刑務所                                    | 広島矯正管区内   |
| 宇部拘置支所     | 山口県宇部市琴芝町2-2-40           | 山口刑務所                                    | 広島矯正管区内   |
| 周南拘置支所     | 山口県周南市児玉町1-5              | 山口刑務所                                    | 広島矯正管区内   |
| 丸亀拘置支所     | 香川県丸亀市大手町3-4-30           | 高松刑務所                                    | 高松矯正管区内   |
| 今治拘置支所     | 愛媛県今治市宮下町1-1610-1         | 松山刑務所                                    | 高松矯正管区内   |
| 宇和島拘置支所   | 愛媛県宇和島市柿原甲170-1          | 松山刑務所                                    | 高松矯正管区内   |
| 大洲拘置支所     | 愛媛県大洲市大洲845-3              | 松山刑務所                                    | 高松矯正管区内   |
| 中村拘置支所     | 高知県四万十市丸の内22             | 高知刑務所                                    | 高松矯正管区内   |
| 福岡拘置所       | 福岡県福岡市早良区百道2-16-10      | －                                            | 福岡矯正管区内   |
| 大牟田拘置支所   | 福岡県大牟田市白金町69             | 福岡刑務所                                    | 福岡矯正管区内   |
| 久留米拘置支所   | 福岡県久留米市篠山町31             | 福岡刑務所                                    | 福岡矯正管区内   |
| 飯塚拘置支所     | 福岡県飯塚市新立岩6-7              | 福岡刑務所                                    | 福岡矯正管区内   |
| 厳原拘置支所     | 長崎県対馬市厳原町久田587-2        | 福岡刑務所                                    | 福岡矯正管区内   |
| 佐世保拘置支所   | 長崎県佐世保市浦川内町1            | 長崎刑務所                                    | 福岡矯正管区内   |
| 島原拘置支所     | 長崎県島原市城内1-1204             | 長崎刑務所                                    | 福岡矯正管区内   |
| 五島拘置支所     | 長崎県五島市栄町1-8                | 長崎刑務所                                    | 福岡矯正管区内   |
| 京町拘置支所     | 熊本県熊本市中央区京町1-13-2       | 熊本刑務所                                    | 福岡矯正管区内   |
| 八代拘置支所     | 熊本県八代市西松江城町11-5         | 熊本刑務所                                    | 福岡矯正管区内   |
| 天草拘置支所     | 熊本県天草市諏訪町16-33            | 熊本刑務所                                    | 福岡矯正管区内   |
| 中津拘置支所     | 大分県中津市二ノ丁1259             | 大分刑務所                                    | 福岡矯正管区内   |
| 都城拘置支所     | 宮崎県都城市早鈴町3216-1           | 宮崎刑務所                                    | 福岡矯正管区内   |
| 延岡拘置支所     | 宮崎県延岡市桜小路338-7            | 宮崎刑務所                                    | 福岡矯正管区内   |
| 鹿児島拘置支所   | 鹿児島県鹿児島市永吉1-29-3         | 鹿児島刑務所                                  | 福岡矯正管区内   |
| 大島拘置支所     | 鹿児島県奄美市名瀬矢之脇町21-1     | 鹿児島刑務所                                  | 福岡矯正管区内   |
| 那覇拘置支所     | 沖縄県那覇市樋川1-14-2             | 沖縄刑務所                                    | 福岡矯正管区内   |
| 宮古拘置支所     | 沖縄県宮古島市平良字西里345-6      | 沖縄刑務所                                    | 福岡矯正管区内   |
| 小倉拘置支所     | 福岡県北九州市小倉北区金田1-7-2    | 福岡拘置所                                    | 福岡矯正管区内   |

## 拘置区
刑務所等の刑事施設内に併設された、未決拘禁者の収容区画を拘置区という（拘置区はあくまでも刑務所等の一部であるがその性質上、この項目で述べる）。
地方都市などで独立した拘置所・拘置支所を設けるほど被収容者が多くなく近隣に別の刑務所等がある場合、職員配置の効率化や運営コスト低減のため拘置区が設けられていることがある。
例えば千葉市には拘置所・拘置支所がなく、千葉地方裁判所で裁判を受ける被告人は千葉刑務所内の拘置区に収容される。岡山市や盛岡市なども同様で、それぞれ岡山刑務所や盛岡少年刑務所に拘置区がある。「盛岡少年刑務所に収容されている（成人の）△△被告」と報道されて疑問を感じる場合があるが、わかりやすく読み替えると「盛岡少年刑務所拘置区に収容されている（成人の）刑事被告人△△」ということである（もっとも少年刑務所は未成年者専用の刑務所ではなく、むしろ20代の受刑者を多く収容している）。